# Дунаєв Сергій Володимирович
Сергій Володимирович Дунаєв (нар. 19 серпня 1973, Лисичанськ) — український проросійський політик, народний депутат України 7-го (Партія регіонів), 8-го (Опозиційний блок) та 9-го (ОПЗЖ) скликань. Депутат Лисичанської міської ради 5-го скликання від Партії регіонів (2006—2009). Міський голова Лисичанська (2009—2012). Фігурант бази «Миротворець».
Голосував за закон України 12414 який був ухвалений з порушенням Регламенту Верховної Ради України та підпорядкував НАБУ та САП Генеральному прокурору.

## Освіта
2009 — Інститут підвищення кваліфікації, перепідготовки та підготовки кадрів, спеціальність — «фінанси». Вступив до Східно-українського національного університету ім. Даля в Луганську, отримавши спеціальність «Фінанси».
В дитинстві займався бадмінтоном під керівництвом Ольги Михайлівни Горбенко, брав участь у всесоюзних змаганнях юніорів.

## Кар'єра
- 1991 — 1993 рр. — монтажник БМП № 392.
- 1994 — 1995 рр. — інспектор служби економічної безпеки АТЗТ «ПІТТ».
- 1995 — 1998 рр. — приватний підприємець.
- 1998 — 1999 рр. — заступник директора з комерційних питань малого приватного виробничо — комерційного підприємства «ОСА».
- 1999 — 2000 рр. — директор малого приватного виробничо — комерційного підприємства «ОСА».
- 2000 — 2006 рр. — керівник малого приватного підприємства «ЛЕГІОН».
- 2002 — 2007 рр. — генеральний директор товариства з додатковою відповідальністю «ОЛВІ».
- 2006 — 2009 рр. — директор ТОВ «Енергетична інвестиційна компанія».
- 2009 р. — президент благодійного фонду «Регіон XXI століття».

1991 року почав працювати монтажником, 1995 року відкрив власну справу.
В 90-ті був керував організованим «краснянським» угрупованням, що займалось рекетом на Донбасі. 2000 року проти Дунаєва було порушено кримінальну справу про вимагання.
Згодом у Дунаєва почалися стосунки з донькою Юрія Бойка.
2009 року в Лисичанську, за підтримки Дунаєва було відкрито пересувний крематорій для тварин, переважно для собак. Для вбивства тварин використовувався шприцемет. Мобільна груп (водій, оператор і стрілець) відстрілювали собак, а потім кремували в утилізаторі. Після того, як інформація про це з'явилася у ЗМІ, крематорій закрили.

## Політична діяльність
В політиці мав протекторат тодішнього міністра енергетики та вугільної промисловості Юрія Бойка, він курував Лисичанськ як нардеп від Партії регіонів.
2006 року стає депутатом міськради від Партії регіонів, очолив комісію з питань соціальної політики, молоді, фізкультури і спорту, згодом стає мером Лисичанська. 2012-го — нардепом.
Друг Олександр Єфремов вважав роботу Дунаєва ефективною, активно допомагав йому стати нардепом.
На парламентських виборах 2012 р. обраний народним депутатом від Партії регіонів за одномандатним мажоритарним виборчим округом № 107, набрав 42,58 % голосів.
Після подій на Майдані, навесні 2014 року Дунаєв вийшов з фракції Партії регіонів, але в жовтні 2014 року на дострокових парламентських виборах Дунаєв переміг по одномандатному виборчому округу № 107 (Луганська область) і став нардепом ВРУ VIII скл.
18 січня 2018 року був одним з 36 депутатів, що голосували проти Закону про визнання українського суверенітету над окупованими територіями Донецької та Луганської областей.

## Критика
За інформацією сайту «Миротворець», 2014 року під час звільнення міста Щастя, бійці батальйону Айдар затримали Дунаєва та іншого нардепа Олега Недаву (БПП), які того дня вели бізнес-переговори з російськими бойовиками в будинку за містом.
9 травня 2015 року назвав терористів ДНР «героями».
За твердженням Сергія Корсунського, одного із лідерів луганських сепаратистів навесні 2014-го, Дунаєв і Сергій Тігіпко у квітні 2014 року прибув в захоплену терористами будівлю СБУ, щоб не допустити штурму будівлі з боку ЗСУ. Він 6 днів знаходився у будівлі разом із ватажком терористів Болотовим.
15 травня 2018 — генпрокурор Луценко вніс подання на притягнення до кримінальної відповідальності Дунаєва за те, що той подавав недостовірні відомості в декларації, приховавши 12 компаній та доходи на сотні мільйонів гривень. За недостовірні дані в декларації Дунаєва планували позбавити депутатської недоторканності, але Верховна рада не схвалила цього рішення.
У 2017 році мерія Лисичанська, за даними журналістів «Наші гроші», без тендеру віддала підряд на пів мільйона гривень компанії Дунаєва. 26 липня 2017 року по цій справі було зареєстроване кримінальне провадження.
9 травня 2019 року виступав в Лисичанську під забороненою символікою компартії.

## Статки
2017 року Дунаєв задекларував 8 квартир з яких 4 (площа найбільшої — 456 м2) — особисто належать нардепу, 2 — синові, 1 дружині і 1 квартира (найменша — 61 м2) — належить родині в рівних частках.

## Сім'я
Дружина Олена, виховують сина і доньку.